# マイクロチップ (動物用)

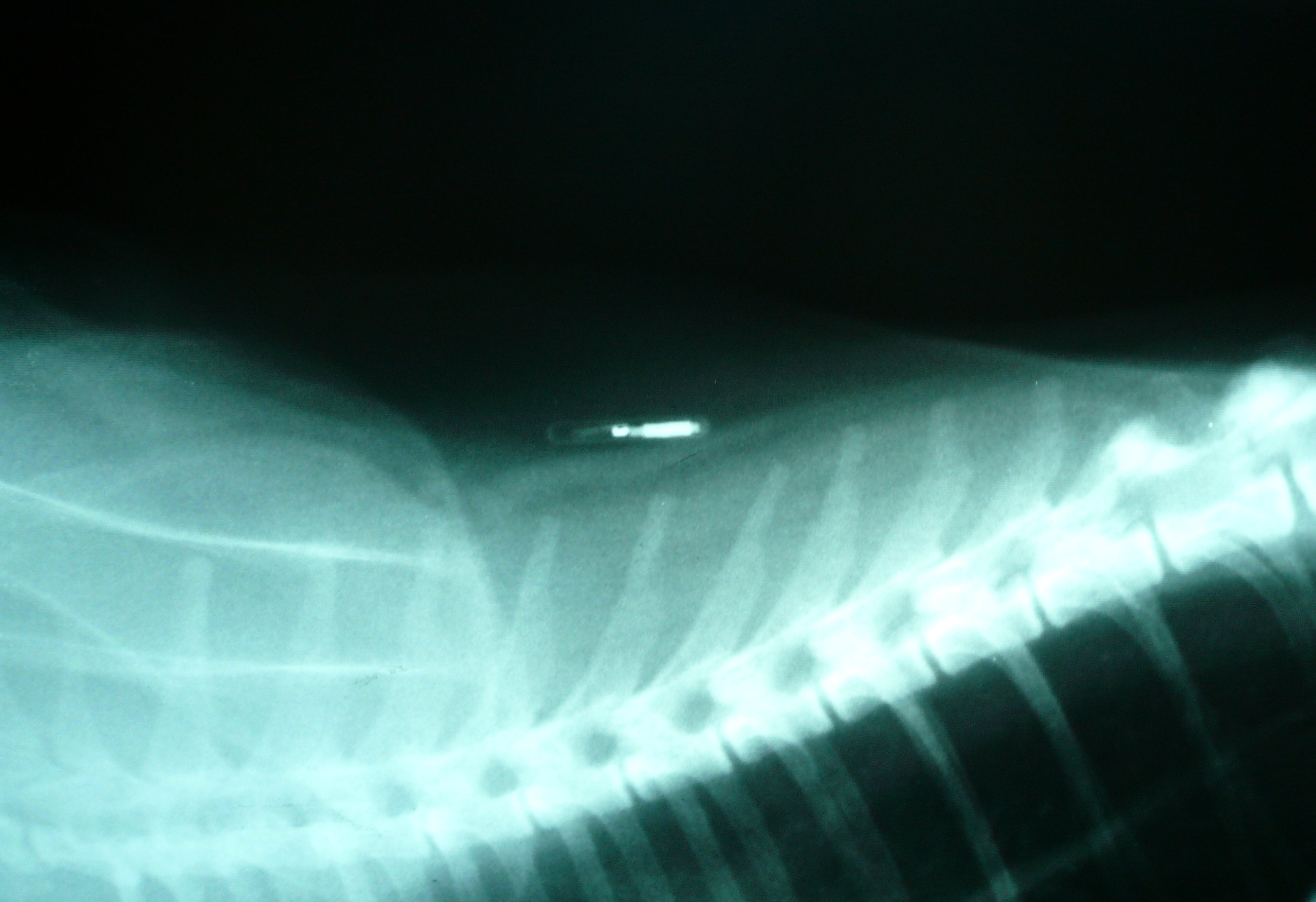
猫のマイクロチップインプラント。

動物用のマイクロチップは、耳標や動物の皮膚の下に埋め込まれた、個体識別用の集積回路である。パッシブRFID（Radio Frequency Identification）技術を使用しており、タグにスキャナーを近接させることにより、チップに記録されている情報を読み取ることができる。PIT（Passive Integrated Transponder）タグとも呼ばれる。標準的なペット用マイクロチップは、長さ11〜13 mm（約1/2インチ）、直径2 mm ほどの大きさである。
本項では主に、埋め込み型マイクロチップ（英: microchip implant、マイクロチップインプラント）について扱う。

## 使用法と利点
動物用のマイクロチップは、ブリーダー、ブローカー、トレーナー、アニマルレスキュー、農場、厩舎、研究者、ペットショップなどで利用されている。ただし、日本ではマイクロチップの埋め込みは獣医療行為なので、動物病院で獣医師が埋め込む。
動物保護施設は、マイクロチップに記録されている飼い主の情報を参照することにより、脱走したペットを飼い主に迅速に返却することができる。これにより、動物の保護や安楽死に係る費用を減らすことができる。
ペットドアの中には、特定のマイクロチップによって作動するようにプログラム可能なものもあり、特定の動物だけがドアを使用できる 。
ワクチン接種記録を照合するために、輸入動物にマイクロチップ埋設を求める国もある。マイクロチップのタグ付けは、絶滅の危機に瀕している特定の動物におけるCITES規制の国際取引にも必要とされる場合がある。例えば、アジアアロワナは飼育魚として輸入を制限するためにタグ付けされている。また、ペットとしてまたは貿易のために国境を越える際、バンドのない鳥は、それぞれの鳥が一意に識別できるようにマイクロチップ化されなければならない。

## 使用法

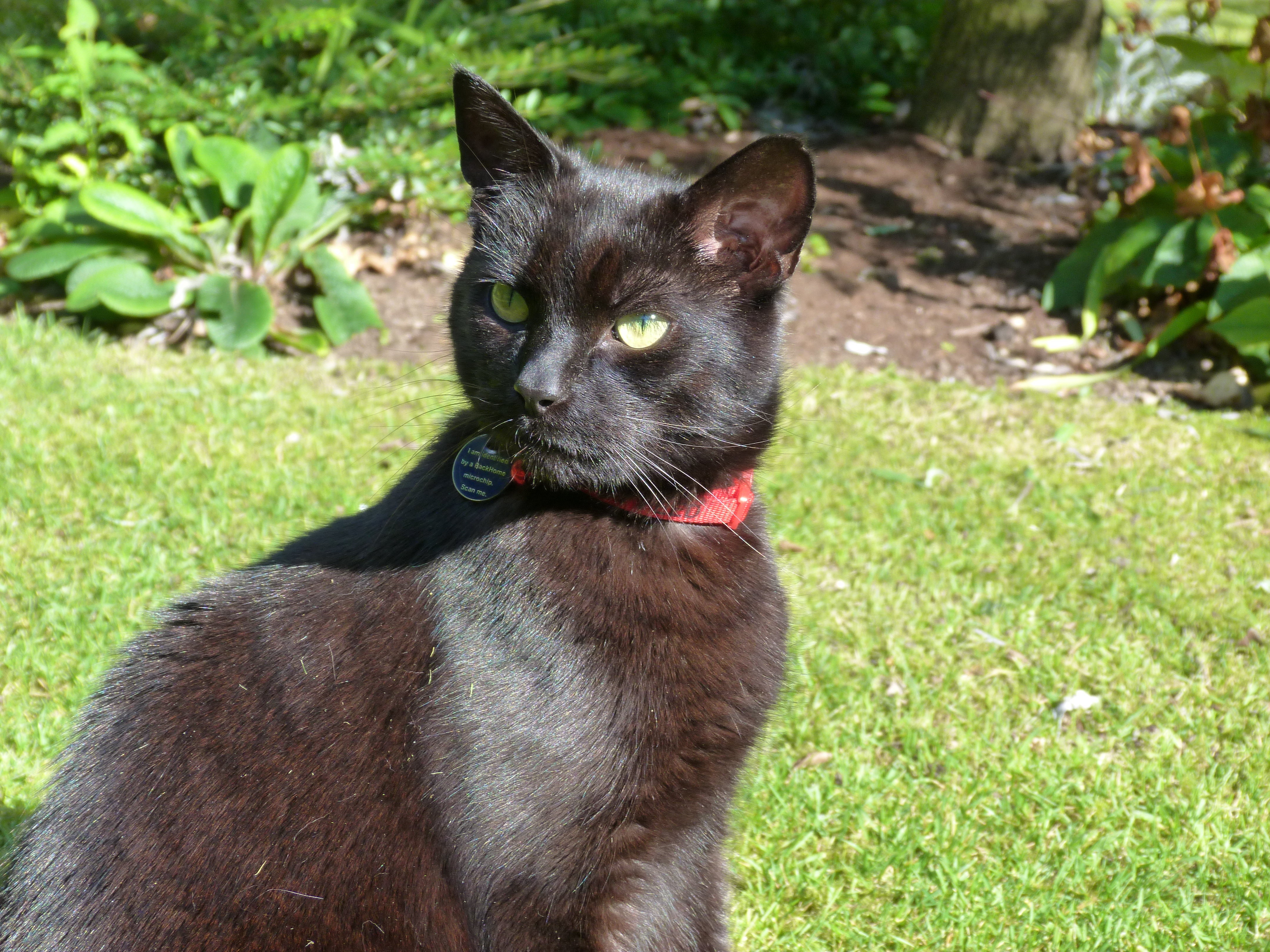
インプラントに関する情報は、多くの場合、ペットが着用する首輪に刻印されている。

マイクロチップのインプラントを施す場合は、まず、対象の個体に別のチップが埋め込まれていないか確認する。その後、チップをシリンジで注入し、チップの固有のIDを記録する。通常、麻酔は使用しない。施術時の不快感はほとんどなく、痛みは最小限かつ短時間である。最後に、テストスキャンによって動作確認を行う。
ウマに関する研究では、埋め込んだ部分が腫れ、違和感が解消するのに約3日かかることを示している。ヒトの場合は、腫れとあざが残り、瘢痕組織が形成されるまで2〜4週間、痒みおよび異物感が最大2年間続く、と報告されている。
一部の獣医は、自分たちが管理している動物に起こりうる問題についての情報を得るため、主要な連絡先として自分自身を記録している。
所有者はチップIDと回復サービス連絡先情報を含む登録証明書を受け取る。自動車の登録と同様に、証明書は所有権の証明として役立ち、動物が販売または取引されるときに動物と一緒に転送される。証明書のない動物は盗まれる可能性がある。ただし、マイクロチップの使用に関しては、いくつかのプライバシー上の懸念がある。
多くの獣医師はチップが正しく埋め込まれていることを確認するために、診察のたびにチップをスキャンする。データベースIDとしてチップIDを使用し、領収書、検査結果、予防接種証明書などの記録を登録することもある。
いくつかの獣医学上の検査や処置は、正確な個体識別を必要とするので、マイクロチップは入れ墨の代わりとしてこの目的に使われる可能性がある。

## マイクロチップの部品
マイクロチップインプラントはパッシブ型RFID装置である。内部電源がない場合は、スキャナーまたは他の電源から電力が供給されるまで動作しない。チップ自体は限られた周波数としか相互作用しないが、デバイスは、ある周波数に対して最適化されているが選択的ではないアンテナも持っているので、迷走電磁波を受信し、それを用いて電流を発生させ、再放射する可能性がある。
ほとんどのインプラントは3つの要素を含んでいる。「チップ」または集積回路。場合によってはフェライトコアを有するコイルインダクタ。そしてコンデンサー。チップは、情報を符号化するための固有の識別データおよび電子回路を含む。コイルはトランスの二次巻線として機能し、スキャナーから誘導結合された電力を受け取る。コイルとコンデンサはともにスキャナーの振動磁場の周波数に同調した共振LC回路を形成し、チップに電力を供給する。その後、チップはデータをコイルを介してスキャナに送り返す。チップがスキャナーと通信する方法は、後方散乱と呼ばれる方法で、電磁界の一部となり、ID番号をスキャナに伝えるように変調する 。

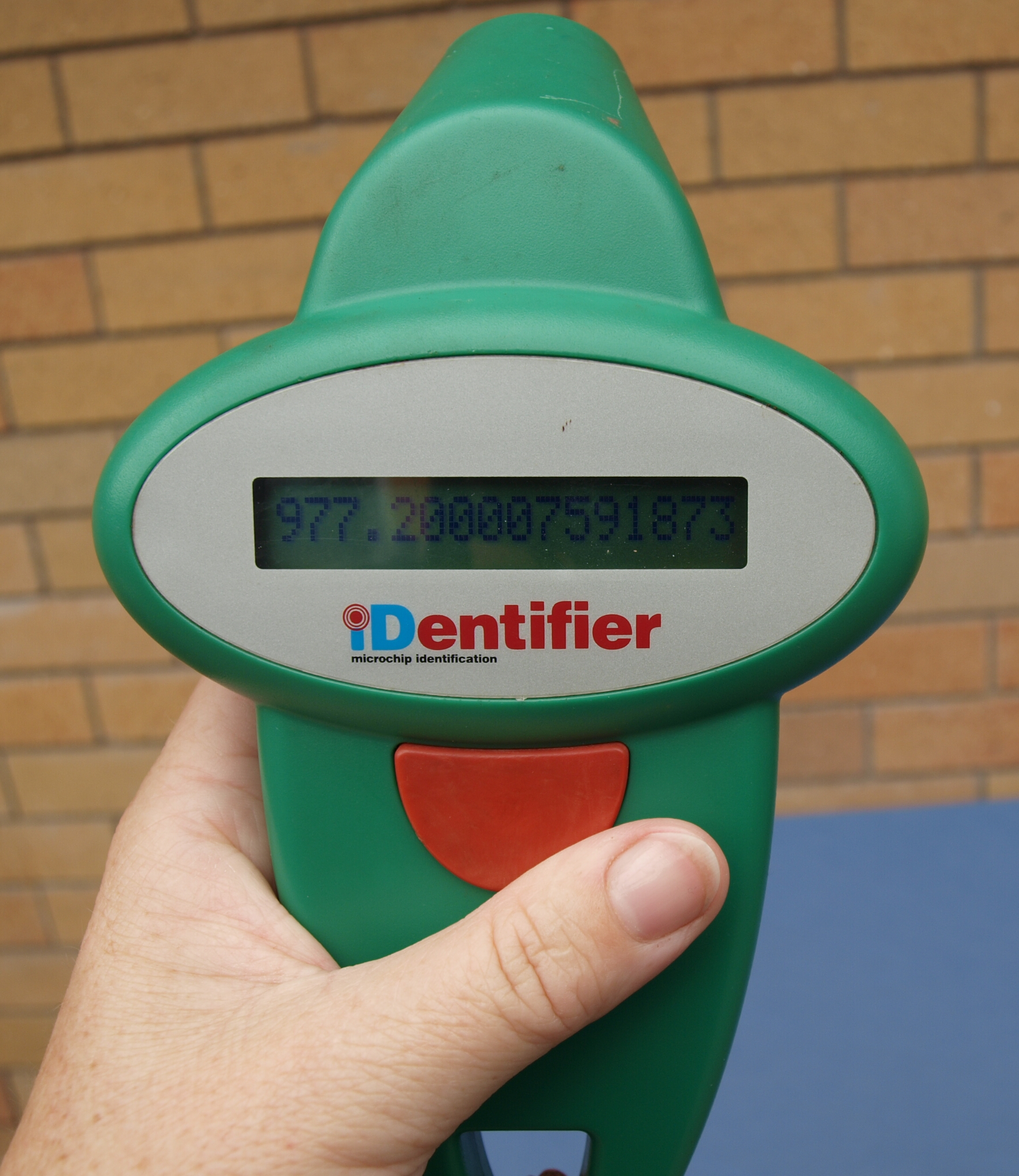
動物用マイクロチップインプラントに使用されるRFIDスキャナーの例。

これらの部品は、生体適合性のソーダ石灰ガラスまたはホウケイ酸ガラスで覆われ、気密封入されている。有鉛ガラスはペットのマイクロチップには使用すべきではなく、消費者は信頼できる供給元からのマイクロチップのみを用いるべきである。ガラスはポリマーでコーティングされていることもある。一般的に、パリレンC（別名・塩素化ポリジメチルベンゼン）をコーティング剤に用いる。プラスチック製のペットマイクロチップは、Datamars製造業者コード981の下で2012年から国際登録簿に登録され、ペットに埋め込まれている。特許によると、シリコン充填ポリエステルシースであることを示唆しているが、製造業者は正確な組成を開示していない。

## 埋め込み部位
犬や猫では、チップは通常、背中正中線の肩甲骨の間の首の後ろの皮膚の下に挿入される。ある参考文献によると、ヨーロッパ大陸のペットは首の左側にインプラントを入れる 。チップはしばしば、触ると皮膚の下に感じられることがある。結合組織の薄層がインプラントの周囲に形成され、チップを所定の位置に保持する。
馬は左頸中央、耳根と鬣甲（きこう）前縁との中間点の項靱帯またはその付近。
鳥は胸の筋肉に埋め込まれる。適切な拘束が必要で、操作は2人（獣医師や獣医技術者 ）で行うか、または一般的な麻酔を用いる。

## 動物種

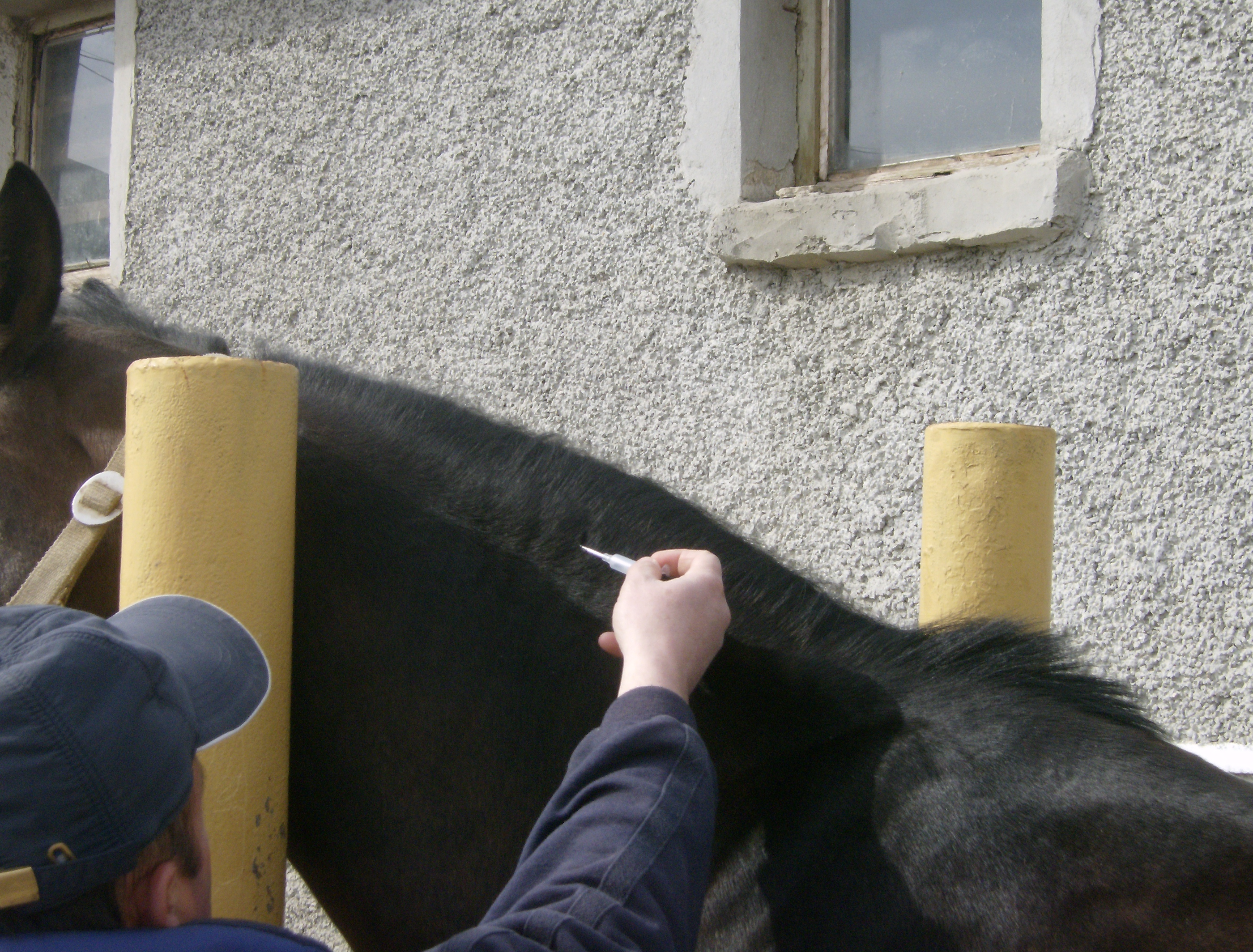
馬のマイクロチップ

オカメインコや他のオウム、馬、ラマ、アルパカ、ヤギ、ヒツジ、ミニブタ、ウサギ、シカ、フェレット、ペンギン、サメ、ヘビ、トカゲ、アリゲーター、カメ、ヒキガエル、カエル、珍しい魚 など、多くの動物種がマイクロチップ化されている。チンパンジー、マウス、そしてプレーリードッグ、クジラ、ゾウ にも入れられている。米国魚類野生生物局は、野生動物の研究にマイクロチップを使用していて、バイソン、クロアシイタチ、ハイイログマ、ヘラジカ、オジロジカ、ゾウガメ、アルマジロ などに用いている。

## 世界中での使用
マイクロチップはまだ普遍的なものではないが、オーストラリアのニューサウスウェールズ 州 やイギリス（イヌに2016年4月6日以降 ）などの法域では、法的に義務付けられている。
ニュージーランドでは、2006年7月1日以降に最初に登録されたすべての犬は、マイクロチップを埋め込まれている必要がある。農家は牧羊犬は免除するべきだと抗議し、1898年の犬税戦争（Dog Tax War）を引き起こした。2006年6月に議会を通過した法律の改正で、牧羊犬のマイクロチップは免除された。現在、家畜を追跡するために、ニュージーランドの National Animal Identification and Tracingスキームが開発されている。
2012年4月、北アイルランドは、飼育免許を取得した犬個別にマイクロチップを要求する、イギリスの最初の地域となった 。犬のマイクロチップは、2016年4月6日にイングランドで必須になった 。
オーストラリアには全国家畜識別システムがある。
米国は、犬や猫以外の農場や牧場の動物には、National Animal Identification Systemを使用している。ウマ以外のほとんどの種では通常、外部マイクロタグが埋設型マイクロチップの代わりに使用される。マイクロチップを有する耳タグ、または単に目に見える数が刻印された耳タグを使用することができる。どちらもISO 15桁のマイクロチップ番号を使用しており、米国の国番号は840。

### 日本
2019年8月現在、外来生物法により、特定外来生物に指定されている哺乳類及び爬虫類を飼養等する場合は、原則としてマイクロチップを埋込むことによる個体識別措置を義務付けているが、埋め込み体勢が全国的に整備されていないため、必ずしも実施しなくてもよいこととしている。同年6月に成立した動物の愛護及び管理に関する法律改正法が施行されると、犬や猫のブリーダーなど繁殖業者に、装着が義務化する（一般の飼い主には努力義務）。
指定地域以外から犬・猫を輸入するには、ISO11784及び11785に適合するマイクロチップマイクロチップによる個体識別などが必要となる。
- 指定地域とは、農林水産大臣が指定している狂犬病の清浄国・地域で、2013年7月現在、アイスランド、オーストラリア、ニュージーランド、フィジー諸島、ハワイ、グアム の6地域[20]。

## 規格
ペット用のマイクロチップは1986年ごろから欧米を中心に導入され始め、1996年に規格統一を目的として国際標準化機構 ISO 11784(コード体系)および11785(通信技術要件)が制定された。ほとんどの国ではISO準拠のチップが推奨され、日本ではもっぱらISO準拠チップが用いられている。
異なる規格のチップが流通していると、動物病院や保護施設で用いる読み取り機がそれぞれの規格に対応することが求められ、マイクロチップを埋め込む意義が低下する。このため、各国でISO規格の普及が進められているものの、米国などでは、ISO規格前に乱立していた独自規格が今なお残っている。

### FDX-B(全二重通信)
ISO準拠規格。主にペット用に流通する。ISO規格によって定められた15桁の個体識別番号は世界でひとつという唯一性を持ち、最初の3桁がISO国別コードまたは900から998までの製造元コードに割り当てられる。通信距離は長くないが通信可能領域が広く、動物体内でのタグの向きの影響を受けにくい。

### HDX(半二重通信)
ISO準拠規格。主に家畜動物において用いられる。コード体系などはFDX-Bと共通する。

### FDX-A
ヨーロッパ伴侶動物獣医師会(FECAVA)が定めた規格で、米国で普及している。ISO規格には、35ビットの "FECAVA" / "Destron"タイプを含む、3つの古いチップタイプをスキャナでサポートすることを推奨する（付録）がある 。

### Trovan
Trovan社が定めた規格で、かつては米国のペットに使用されていたが、現在はオーストラリアや台湾で普及しているほか、世界中の動物園動物に普及している。16進数10桁の識別番号を用いる。

### AVID Friendchip
AVID社が定めた規格で、米国、英国、台湾、アジアの国で用いられている。

## 報告されている副作用
RFIDチップは動物の研究に使用されており、1990年代以降に行われた少なくとも3つの研究では、実験用マウスおよびラットの移植部位に腫瘍が報告されている。著名な獣医師協会は、猫と犬にとって合理的に安全であると手続を支持し続け、英国では370万以上のペットの犬に対し、百万分の一程度の重篤な合併症の発生率を指摘している。最近の研究では、RFIDチップを持つマイクロチップ化された動物に対して、1 テスラの磁場強度でMRI検査を受けても、安全性への懸念はないことがわかった。2011年、9歳の去勢されたオスの猫の首に、マイクロチップ関連線維肉腫が発見されたと報告があった。組織学的検査は注射後肉腫と一致していたが、以前の予防接種はすべて後肢に打っていた 。
マイクロチップは皮下組織に埋め込まれ、瘢痕組織がマイクロチップの周囲に発生するまで炎症反応を引き起こす。馬に関する研究は、短い炎症反応の主張の基礎として使用されているが、マイクロチップ埋設は、小さな子猫や子犬で行われている。ヒトでは、インプラントの時点で腫れとあざ、最大2年間、かゆみと摘み取られる感覚があると報告されている。炎症性疾患および癌に対するより広範な影響は決定されておらず、ヒトインプラント用に開発されたFDAガイダンスで定義されている健康リスクの大部分を考慮する必要がある。米国における有害事象の報告は、ペットの飼い主またはFDAの獣医師が行うことができる。https://www.fda.gov/AnimalVeterinary/SafetyHealth/ReportaProblem/ucm055305.htm
動物用マイクロチップの有害事象報告は矛盾している。英国の獣医薬局（VMD）は、2014年4月に動物用マイクロチップの有害事象報告の任務を引き受けた。有害事象報告義務化は、2015年2月に英国で発効した。最初の報告は、2014年4月から2015年12月にかけてまとめられた。2016年4月、犬のマイクロチップインプラントが必須となった。2016年から2018年までの報告が閲覧可能となった。副反応には、感染、拒絶、腫瘤および腫瘍の形成と死が含まれる 。有害事象のまとめ：
| 期間                    | 合計  | 犬のみ | 移行  | 失敗  | 反応 |
| ----------------------- | ----- | ------ | ----- | ----- | ---- |
| 2014年4月から2015年12月 | 1,420 | 1,195  | 729   | 630   | 61   |
| 2016年                  | 2,063 | 1,861  | 876   | 1,090 | 97   |
| 2017年                  | 1,044 | 843    | 407   | 589   | 53   |
| 2018年                  | 642   | 491    | 241   | 379   | 22   |
| 合計                    | 5,169 | 4,390  | 2,253 | 2,683 | 233  |

英国の猫と犬の総数は推定で1600万匹であり、850万匹の犬がマイクロチップインプラント義務化の対象となっている。2015年2月の有害事象報告義務化の前に移植された犬の個体数は、60％（2013年2月） から86％（2016年4月） だった。2017年4月現在、約95％が移植されていると報告されている

## マイクロチップ (ウマ用)
日本の競走馬を管理するジャパン・スタッドブック・インターナショナルの、血統登録、繁殖登録の審査項目にマイクロチップの審査がある。日本におけるマイクロチップ番号は15桁で、392（国番号）、11（動物番号）、2桁（チップ代理店）に続いて個体番号8桁が並ぶ。
同団体は、日本中央競馬会と地方競馬全国協会の助成を受けて、内国産の馬に、馬用に承認されたマイクロチップを埋め込む「競走馬マイクロチップ埋込推進事業」を行っており、2019年1月から2021年12月までの3年間、1頭2800円の助成金を出している。
日本では2007年に有まれた個体（産駒）から、国内の競馬に出走するために埋め込みが義務付けられた。日本の産駒で最初に埋め込まれたのは、2006年フランスの凱旋門賞に出走のディープインパクトと、帯同馬のピカレスクコート。

## マイクロチップ (ヒト用)
ヒト用のマイクロチップ（マイクロチップ・インプラント）は、個人認証用、医療記録へのアクセス、建物のセキュリティ用途など実用化が始まっている。2002年には、人間の体内に埋め込むマイクロチップ「VeriChip」が米国で論争を呼んでいることが、日本でも報道された。

### 将来的な応用の可能性
2017年、世界オリンピアン協会最高責任者のマイク・ミラー（Mike Miller）は、ドーピング問題を軽減するため、アスリートにマイクロチップを挿入することを示唆していると、広く報道された。
理論的には、GPS対応のマイクロチップは、個人の、時間、場所（緯度、経度、高度）、移動速度を、いつの日か物理的に位置特定できるようになる可能性がある。現時点では、そのような埋め込み型GPS装置は技術的に実現可能ではない。しかし、もしも将来のある時点で広く普及している場合、埋め込み型GPS装置は、当局が行方不明者および/または逃亡者、犯罪現場から逃げた者を見つけられるようになる、と考えられる。しかし批評家たちは、人権活動家、労働活動家、市民的反対派、そして政治的反対派を、政府が追跡し迫害するためにも、体内挿入マイクロチップを使うことができるので、この技術は政治的弾圧につながる可能性があると主張している。犯罪者やDV加害者は、被害者や対象者を追跡したり虐待を続けるために使用する可能性がある。子供を虐待する者は、子供を探し出して誘拐するために使用することができる。
2008年、インドネシアのイリアンジャヤ議会で議論された、ヒトにマイクロチップを挿入する方法は、HIVに感染した人々の活動を監視し、他の人々に感染する可能性を減らす目的で応用することだった。しかし、2008年12月に議会で可決した州の "HIV/AIDS条例取扱い（HIV/AIDS Handling bylaw）" の最終版には、マイクロチップの節は含まれていなかった。
2021年現在、筋肉注射に利用される23ゲージの針（内径0.35mm）より小さいマイクロチップは実用化されていないため、ワクチン接種時に混入させ大規模に埋め込むなどの行為は不可能である。またGPS機能を内蔵したマイクロチップも実用化されていない。
現代の支払い方法はRFID/NFCに頼っているので、植え込み型マイクロチップが普及したら、キャッシュレス社会の一部を形成すると考えられている。Verichip社のインプラントは、そのような目的のためにすでにBajaクラブのようなナイトクラブで使用されており、来店客は自身の埋め込み型マイクロチップを使って飲み物を購入することができる。